# Megastylus artus
Megastylus artus là một loài tò vò trong họ Ichneumonidae.